# Richard Bolli
Richard Bolli (Basilea, 1957 ) es un botánico, y microscopista suizo. Desarrolla actividades académicas en la Universidad de Ciencias Aplicadas de Zúrich Archivado el 2 de enero de 2013 en Wayback Machine.

## Algunas publicaciones
- 2001. Caprifoliaceae. Flora del Paraguay: Angiospermae 34. Ed. Conservatoire et jardin botaniques de la ville de Genève, 13 pp. ISBN 2827705362

- 1994. Revision of the genus Sambucus. Dissertationes botanicae 223. Ed. ilustrada de J. Cramer, 227 pp. ISBN 3443641350

- 1985. Unterwuchsvegetation im Grenzbereich zwischen Laubmischwäldern und künstlichen Fichtenbeständen. 56 pp.

- La abreviatura «Bolli» se emplea para indicar a Richard Bolli como autoridad en la descripción y clasificación científica de los vegetales.[2]